# Top Girl (film)
Top girl è un film del 1997 diretto da Joe D'Amato.

## Trama
Patricia Morgan, attrice in erba, si trasferisce a Los Angeles per sostituire la protagonista d'una soap-opera. 
 Arrivata al successo, deve fare i conti con la gelosia del fidanzato Rick, che mal sopporta l'ambiente in cui lei lavora e la corte che Mike fa alla ragazza. Patricia, a malincuore, è costretta a tornare sui suoi passi, ma ciò comporterà numerosi squilibri nella sua vita di coppia.

## Curiosità
- Durante la passeggiata di Patricia e Mike lungo la Hollywood Walk of Fame, viene brevemente inquadrata sul marciapiede la stella dedicata a Guy Madison, attore statunitense padre di Robert.